# جون د. فان بيرن جونيور
جون د. فـان بيرن جونيور (بالإنجليزية: John Dash Van Buren, Jr.)‏ هو مهندس مدني وضابط أمريكي، ولد في 8 أغسطس 1838 في نيويورك في الولايات المتحدة، وتوفي في 11 مارس 1918 في New Brighton, Staten Island ‏ في الولايات المتحدة.